# Скеллиг (фильм)
«Скеллиг» (англ. Skellig) — британский телефильм 2009 года, экранизация одноимённого произведения английского писателя Дэвида Алмонда.

## Сюжет
Главный герой фильма — мальчик Майкл, вместе с родителями переехавший в другой дом, находящийся в обветшалом состоянии. Переезд — вынужденная мера, ведь мать Майкла беременна, а их прежний дом был слишком тесен для двух детей.
Очень скоро мальчик понимает, что в старом сарае кто-то живёт. Этим кем-то оказывается Скеллиг, обессиленный человек, имеющий крылья как у птицы или ангела и поедающий насекомых, слизней и мышей.
Тем временем у матери Майкла происходят преждевременные роды, велика вероятность, что ребёнок погибнет. Майкл и его подруга Мина догадываются, что Скеллиг в действительности — ангел, умоляют его помочь и спасти недоношенную девочку. Но он отвечает, что не может. Майкл и Мина думают, что он может всё, но попросту потерял веру в себя. Ради спасения сестры мальчик решается на отчаянный шаг: он прыгает с крыши, рассчитывая, что Скеллиг спасёт его. Так и выходит. После спасения Майкла Скеллиг вновь обретает потерянную веру и исцеляет девочку. Но затем он покидает Майкла и Мину несмотря на то, что они уже давно стали для него настоящими друзьями. Перед тем как он улетает, дети напрямую спрашивают, ангел ли он. Скеллиг не отрицает этого.

## В ролях
| Актёр            | Роль    |
| ---------------- | ------- |
| Тим Рот          | Скеллиг |
| Келли Макдональд | Луиза   |
| Билл Милнер      | Майкл   |
| Джон Симм        | Дэйв    |
| Скай Беннетт     | Мина    |